# تاريخ ستوكهولم
تاريخ ستوكهولم -عاصمة السويد- يتزامن مع تطور ما يعرف حاليا باسم (جاملا ستان) وهي مدينة ستوكهولم القديمة. الغاية من ستوكهولم هو أن تكون عاصمة السويد وبالتالي أكبر المدن في البلاد.

## الأصل

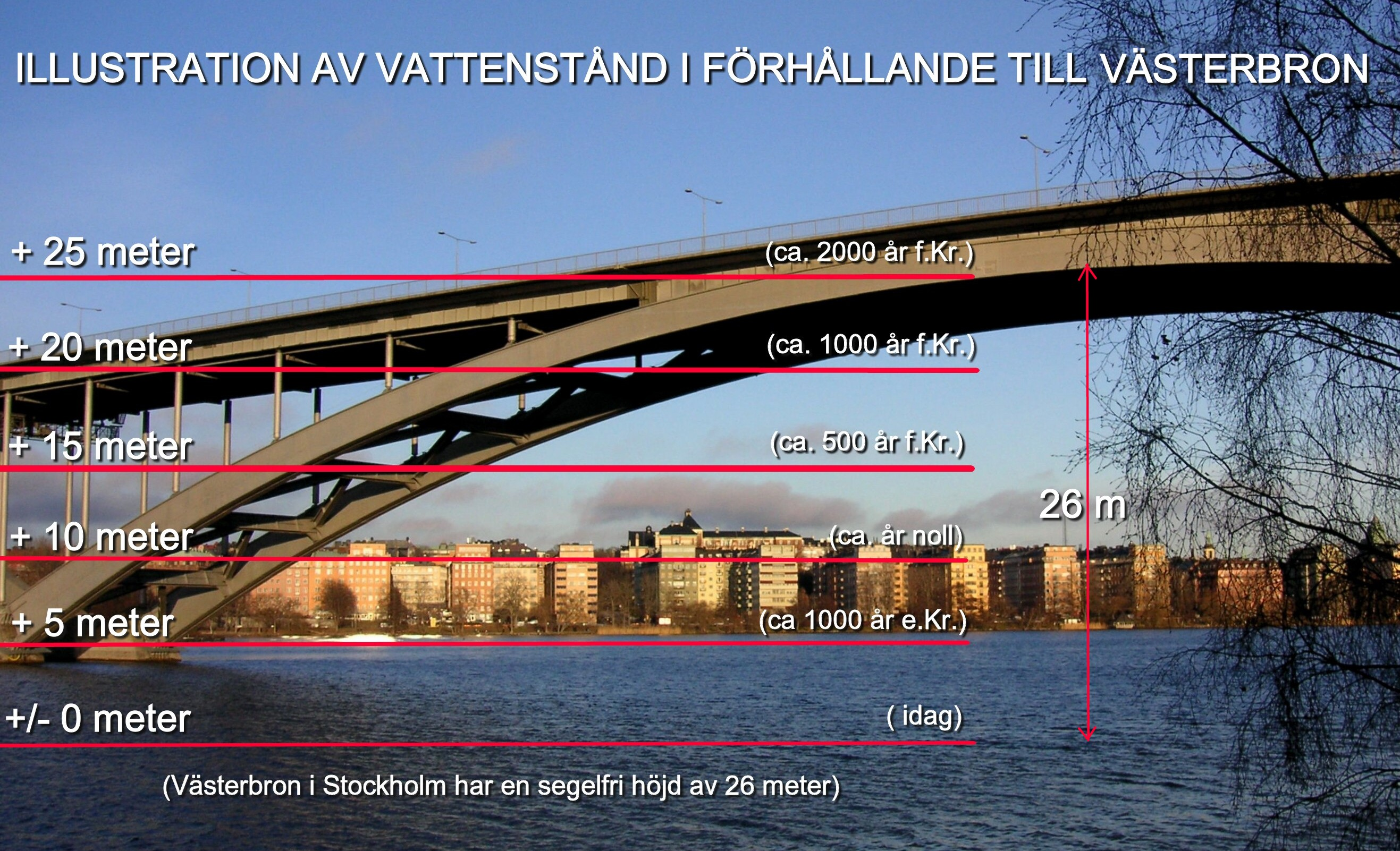
شرح لارتفاع المياه تاريخيا في ستوكهولم

الاسم ستوكهولم ينقسم بسهولة إلى جزئين منفضلين وهما ستوك-هولم أو مدينة الحطب ولكن لأنه لم يتم تقديم أي تفسير رسمي لتسمية المدينة فقد ظهرت العديد من القصص والأساطير في محاولة لسد الثغرة. طبقا إلى أسطورة القرن السابع عشر، فقد قرر سكان مستعمرة الفايكنج (بيركا) بناء مستعمرة جديدة بحيث تكون محاطة بالحطب أو قطع الخشب مع انحياز نحو بحيرة مالارين. المدينة استقرت على ما يعرف اليوم باسم ريدارهولمين (أو جزيرة الملوك) حيث يقف الآن برج بيرج يارل، البناء الذي ما زال يعتبر حتى الآن كأقدم بناء في ستوكهولم. أكثر تفسير مستقر للاسم هي قطع الخشب التي تسير في المضيق لتمر شمالا لما يعرف اليوم بالمدينة القديمة والتي حددها علم تحديد عمر الأشجار في
أواخر عام 1970 بأنها تعود إلى العام 1000. في حين لا يوجد دليل على ذلك، فإنه غالبا ما يتم اعتبار قلعة الثلاثة تيجان والتي تسبق قصر ستوكهولم الحالي، بأنه تم بناؤها من هذه القطع الخشبية وأن المدينة في العصور الوسطى أخذت في التمدد حولها وتحديدا في منتصف القرن الثالث عشر. في بعض السياقات التاريخية الأشمل، فإن ستوكهولم يمكن اعتبارها بأنها عاصمة منطقة وادي ماليرين، ولذا فإنه يمكن تتبع أصولها إلى مدينتين أقدم وهما بيركا وسيجتونا والذين ما زالا موجودين إلا أنهما كانا مسيطرين على المنطقة في الفترة من 1000-1240 حيث تم نقل العاصمة من مدينة إلى أخرى عدة مرات.

## العصور الوسطى

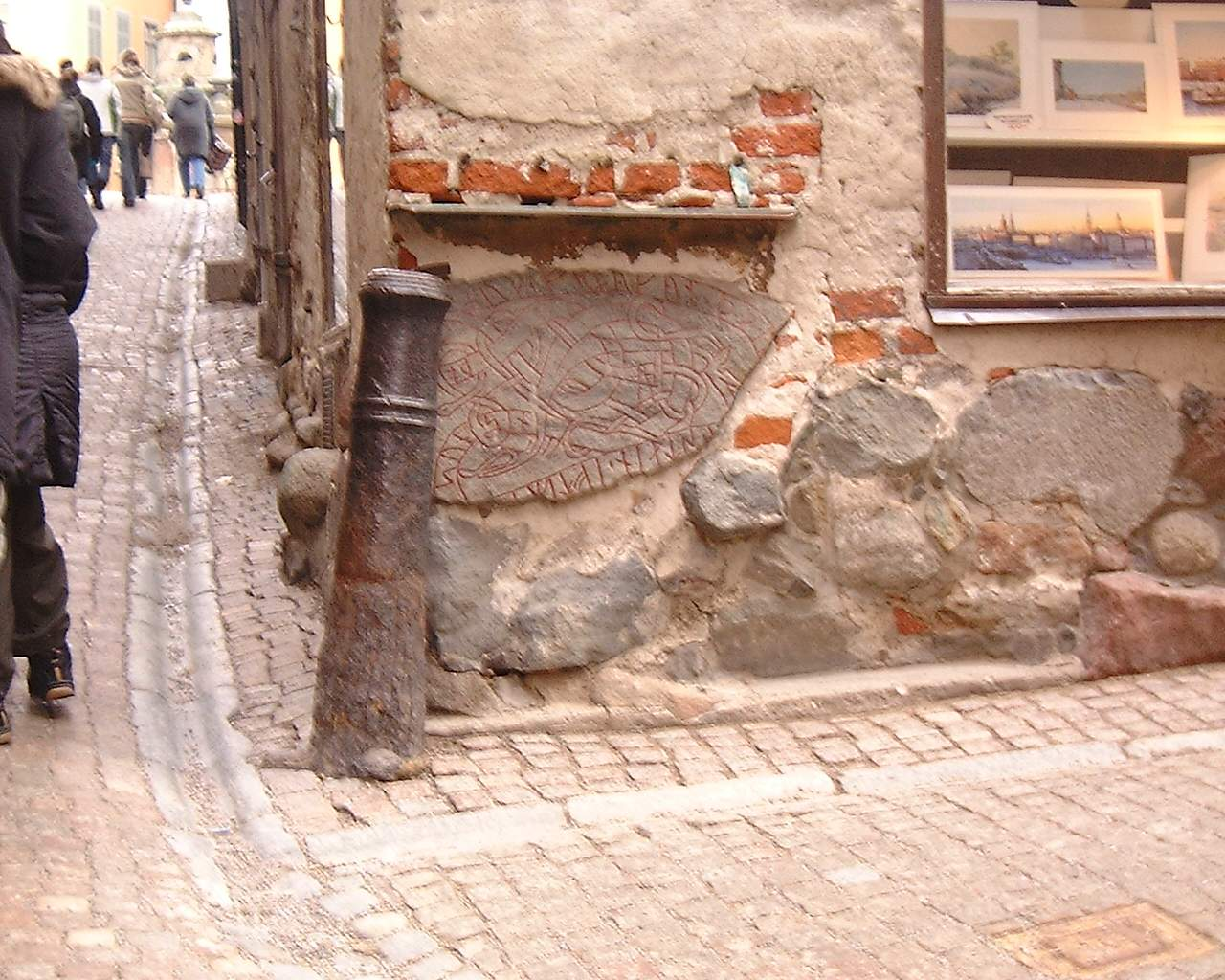
جزء من السور القديم للمدينة ويعتقد أنه من العصر الحديدي

الاسم ستوكهولم ظهر لأول مرة في التقارير التاريخية في الرسائل المكتوبة بواسطة بيرجل يارل والملك فالديمار في حوالي العام 1252. إلا أن الخطابين لا يقدمان أي معلومات عن ظهور المدينة والتفاصيل في العقود اللاحقة ما تزال غامضة. في حين غياب أي تخطيط عمودي للمدينة في العصور الوسطى يدل على النمو المفاجئ، إلا أنه معروف أن التجار الألمان الذين دعاهم بيرجل يارل ساهموا بشكل كبير في تأسيس المدينة. تحت أي ظروف، وأثناء نهاية القرن الثالث عشر نمت ستوكهولم ليس فقط لتصبح أكبر مدينة في السويد بل لتصبح مركز السياسة السويدية والمقر الملكي. لذا فمنذ تأسيس ستوكهولم وهي المدينة الأكثر أهمية في السويد والتي كانت لا تنفصل عن الحكومة السويدية كما كانت معتمدة عليها.

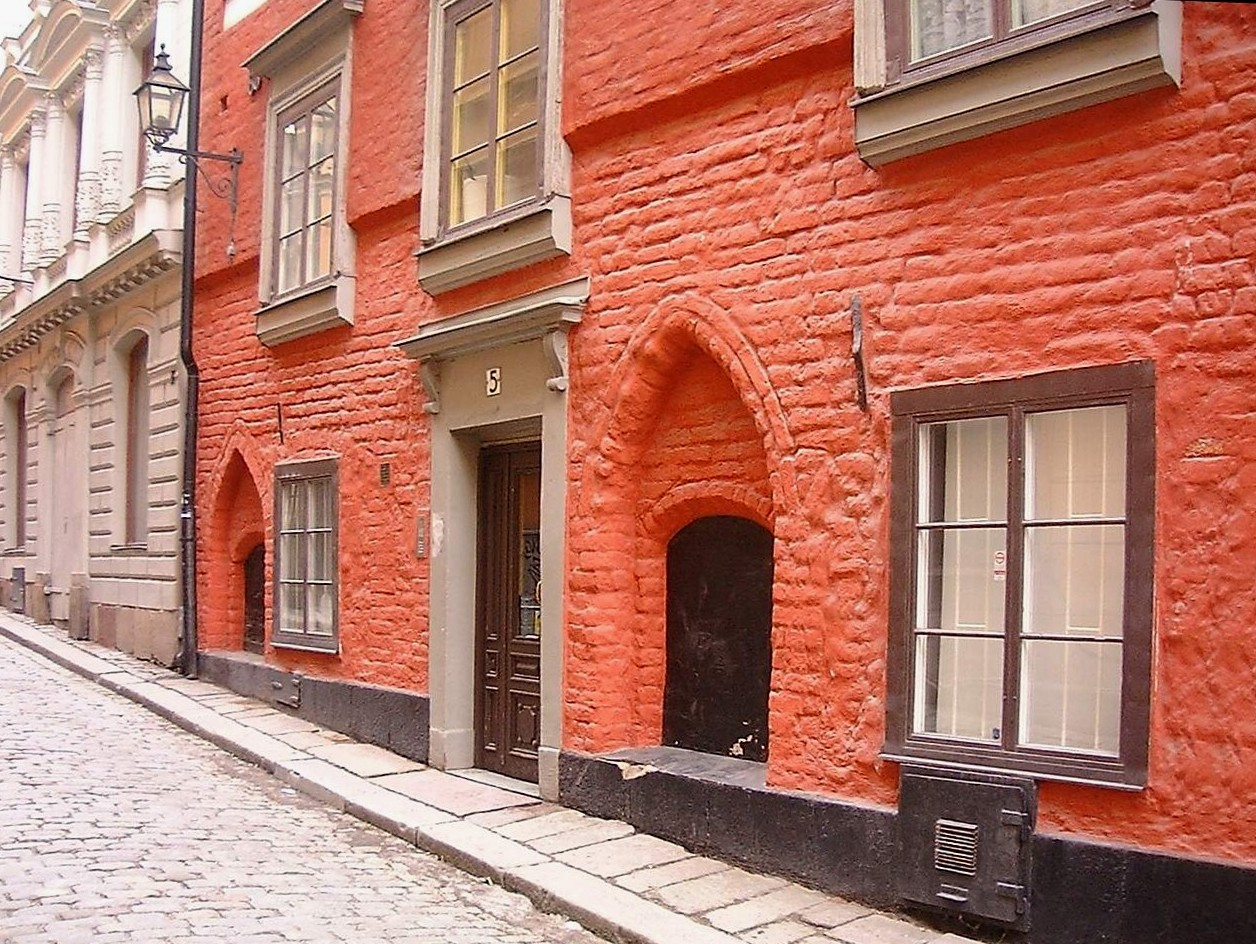
في أواخر العصور الوسطى أصبحت معظم المباني تُبني من الطوب الأحمر مما أعطى المدينة طابعها الخاص

أثناء اتحاد كالمار (1397-1523) السيطرة على ستوكهولم كانت ضرورية لأي شخص يحاول السيطرة على المملكة. ولذا فقد تم غزو المدينة عدة مرات بواسطة أساطيل سويدية ودانماركية مختلفة. في عام 1471 هزم ستين ستور كريستيان الأول ملك الدانمارك في معركة بروكنبيرج فقط ليخسر المدينة لصالح جون ملك الدانمارك. في عام 1497. إلا أن ستين ستور نجح في السيطرة على المدينة ثانية في عام 1501 مما سبب حصارا دانماركيا دام من عام 1502 إلى عام 1509 وفي النهاية فترة قصيرة من السلام.]] ابن هانز كريستيان الثاني ملك الدانمارك استطاع أخيرا السيطرة على المدينة في عام 1520 وأمر بقطع رأس العديد من نبلاء ستوكهولم فيما يُعرف باسم مذبحة ستوكهولم. عندما استطاع الملك جوستاف فازا غزو المدينة والسيطرة عليها بعد ثلاث سنوات -وهو ما أنهى اتحاد كالمار والعصور الوسطى في السويد- لاحظ أن كل المبانى في المدينة قد تم مغادرتها.
بحلول نهاية القرن الخامس عشر، كان يُقدر عدد السكان في ستوكهولم من 5000 إلى 7000 شخص. مما يجعلها مدينة صغيرة مقارنة بالعديد من المدن الأوروبية في هذا الوقت. على الجانب الآخر فقد كانت أكبر بكثير من أي مدينة أخرى في السويد. العديد من السكان كانوا ألمان أو فنلنديين والذين شكلوا النخبة السياسية أو الاقتصادية في المدينة.
أثناء العصور الوسطى، الصادرات غالبا ما تم استهلاكها من قبل التجار الألمان الذين كانوا يعيشون في أحياء كورنهامنشتورج ويارنتورجت في الجانب الجنوبي من المدينة. الزراعة المحلية أمدت المدينة بالطعام وبالمواد الخام.

## عصر فازا المبكر
بعد استيلاء جوستاف فازا على ستوكهولم، قام باستعادة منطقة النفوذ في المدينة والتي كانت علية القوم تستفيد منها. الملك حافظ على سيطرته على المدينة عن طريق السيطرة على انتخابات القضاة. بحلول منتصف القرن، ازداد عدد الرسميون من أجل جعل السيطرة على المدينة أكثر مهنية ومن أجل ضمان سلامة عملية التجارة. لذا فقد فقدت ستوكهولم الكثير من الاستقلال الذي كانت تتمتع به أثناء العصور الوسطى وأصبحت متصلة سياسيا واقتصاديا بالدولة. أثناء عهد ولديه (1561-1611) ظل مجلس المدينة مرافقا بممثل ملكي وكان القضاة يتم تعيينهم بواسطة الملك.

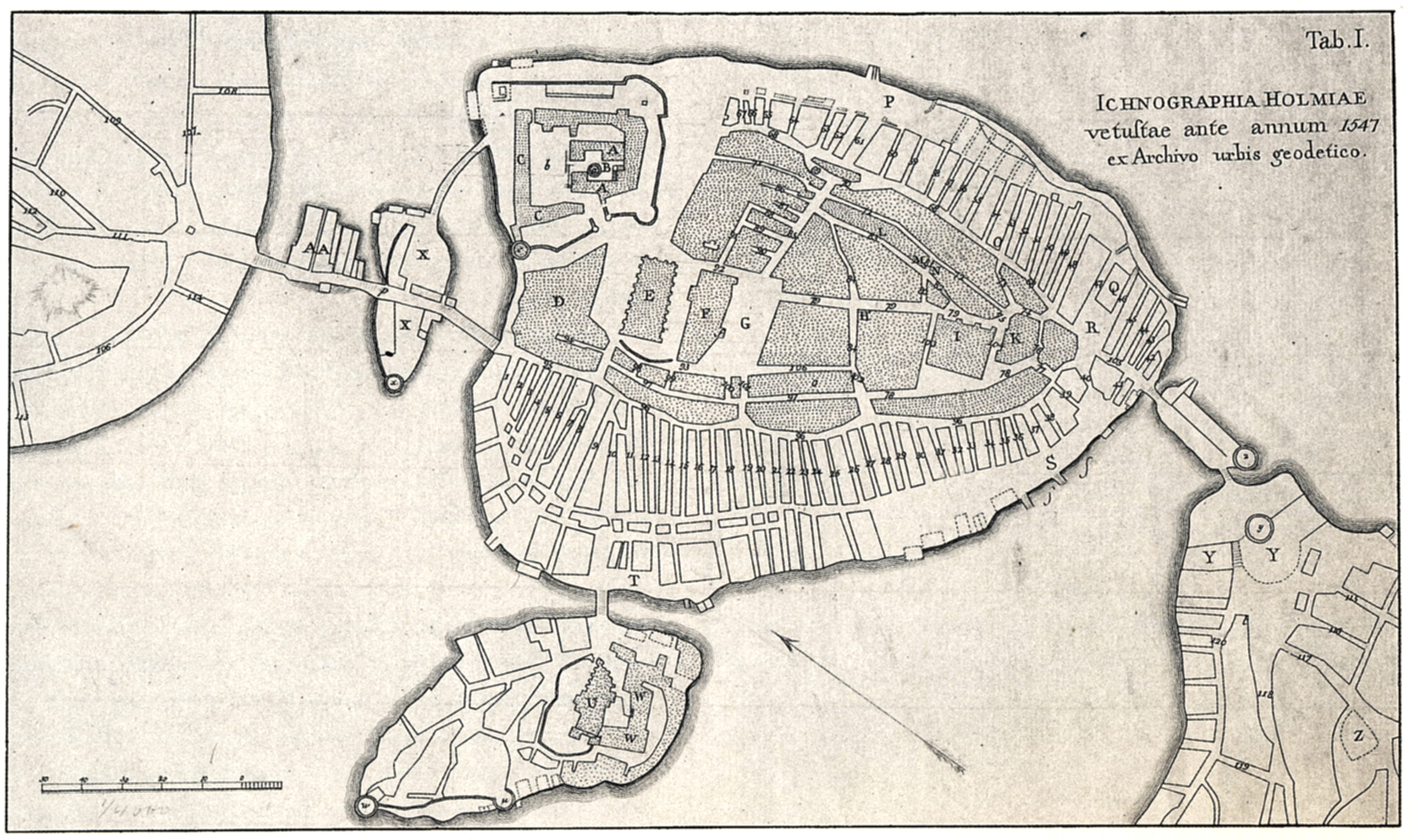
خريطة ستوكهولم في عام 1547

قام جوستاف فازا بدعوة القس أولاس بيتري (1493-1552) ليصبح مستشار مدينة ستوكهولم. بكونهما جنبا إلى جنب كان من السهل إدخال أفكار الإصلاح البروتستانتي، كما أصبحت الخطب في الكنائس باللغة السويدية في عام 1525 كما تم إلغاء اللاتينية في عام 1530. كنتيجة لهذا التطور ظهرت الحاجة إلى كنائس منفصلة للمواطنين الكثيرين المتحدثين بالألمانية أو الفنلندية وفي 1530 تم بدء الأبرشيات الألمانية والفنلندية الموجودة حتى الآن. إلا أن الملك لم يكن يفضل الجوقات والكنائس القديمة في المدينة، لذا فقد أصدر أوامره بهدم الكنائس والأديرة على الحافة المحيطة بالمدينة بالإضافة إلى الجمعيات الخيرية.

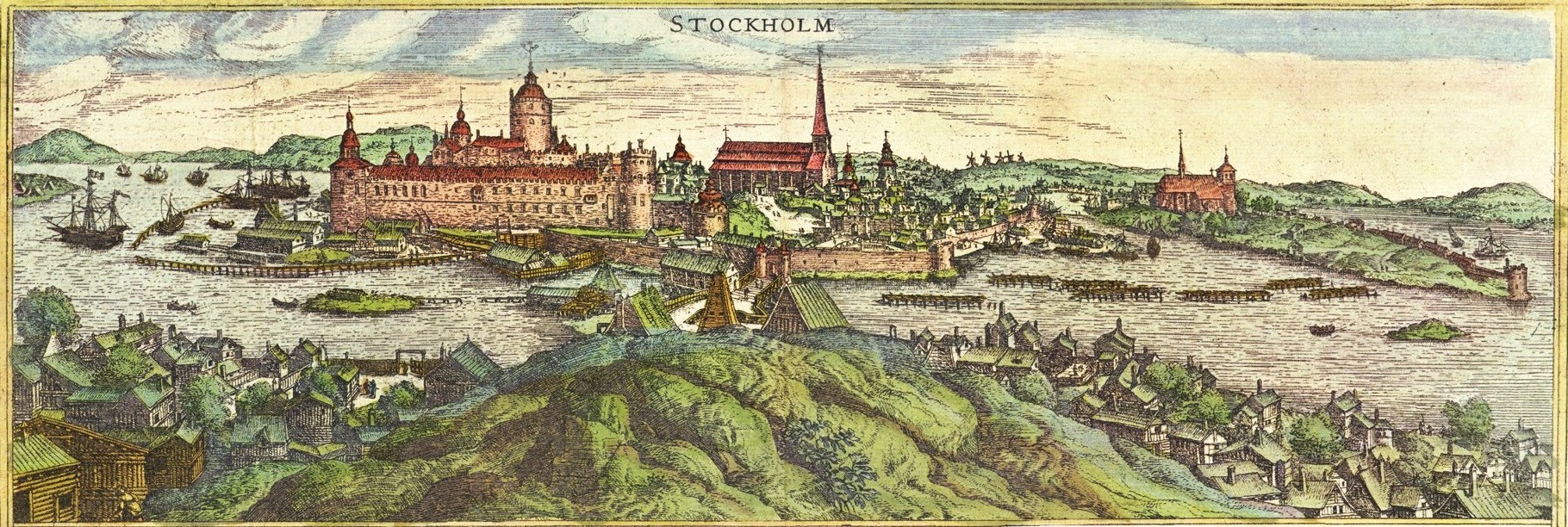
صورة بانورامية توضح تحصينات بوابة المدينة الشمالية

لأن ستوكهولم كانت محاطة بسور، فقد كانت معفاة من الضرائب التي كانت مفروضة على المدن السويدية. أثناء عهد جوستاف فازا تم تقوية تحصينات المدينة في أرخبيل ستوكهولم. حيث تم بناء الفاكسهولم لحماية مدخل المدينة من ناحية البلطيق. في حين بقيت المنشئات من العصور الوسطى بدون تغيير أثناء القرن السادس عشر، فقد نمت أهمية المدينة الاجتماعية والاقتصادية لدرجة أن لم يمكن لأي ملك أن يسمح للمدينة بتحديد ولاءها. حيث كان التصدير الأكثر أهمية هو الحديد المطاوع والمكان الأكثر أهمية للتصدير هي لوبيك. أثناء عهد أبناء فازا، جعلت التجارة العديد من التجار السويديين يستقرون في المدينة، ولكن حاجة التجارة والمدينة للتحكم في الأمر كان في يد الملك والتجار الألمان من لوبيك ودانزيك. أثناء هذه الفترة، لم تصل السويد بمستوى الحكومة والبيروقراطية المطلوبة إلى مستوى العاصمة بالمعنى الجديد. إلا أن ستوكهولم كانت معقل المملكة الأقوى ومحل إقامة الملك الرئيسية.
في الفترة من حوالي 1560-1580 ، كان معظم السكان (ما يقارب 8000) يعيشون في شتادشلومن. هذه المدينة المركزية كانت في هذه الفترة مسكونة بشكل كبير وكانت المدينة تتوسع حولها بشكل سريع. لم يكن في ستوكهولم قصور خاصة في هذه الفترة والمباني الضخمة الوحيدة كانت القلاع والكنائس والدير الفرنسيسكانية في ريدرهولمن.

## عصر القوة العظمى

صورة لستوكهولم كعاصمة لأمة قوية في حدود عام 1690

بعد حرب الثلاثين عاما (1618-1648) كانت السويد عازمة على عدم تكرار الارتباك الذي حدث بعد وفاة جوستافوس الثاني (1594-1632) عندما أظهرت ستوكهولم -المحتفظة بمظهر العصور الوسطى- التردد بخصوص دعوة رجال الدولة الأجانب خوفا من المظهر الرثائي الذي قد يُضعف سلطة الأمة. ولذلك فقد شهدت ستوكهولم عدة خطط طموحة للمدينة والتي كان موجود فيها المساكن التي تحيط بأطراف المدينة والتي توجد حتى الآن. طبقا للتفكير التجاري في هذه الفترة، فقد كانت التجارة والصناعة مركزين في المدن التي يسهل السيطرة عليها وقد كانت لستوكهولم أهمية مركزية. في خطاب من عام 1636، تشانسيلور آكزيل (1583-1654) كتب أن تطور العاصمة السويدية كان من متطلبات قوة ووحدة الأمة وأن ذلك سيجعل المدن الأخرى تقف على أقدامها مجددا. تدخل الدولة في أمور مدينة بعينها لم يكن حكرا على السويد في ذلك الوقت، إلا أنه كان على الأغلب أكثر وضوحا في ستوكهولم من باقي المدن في أوروبا. في هذه النقطة، تم اصلاح حكومة المدينة وتم استبدال القضاة المتطوعين السابقين بقضاة أصحاب خبرة وأصحاب تعليم فعلي.

### السكان وخطط المدينة

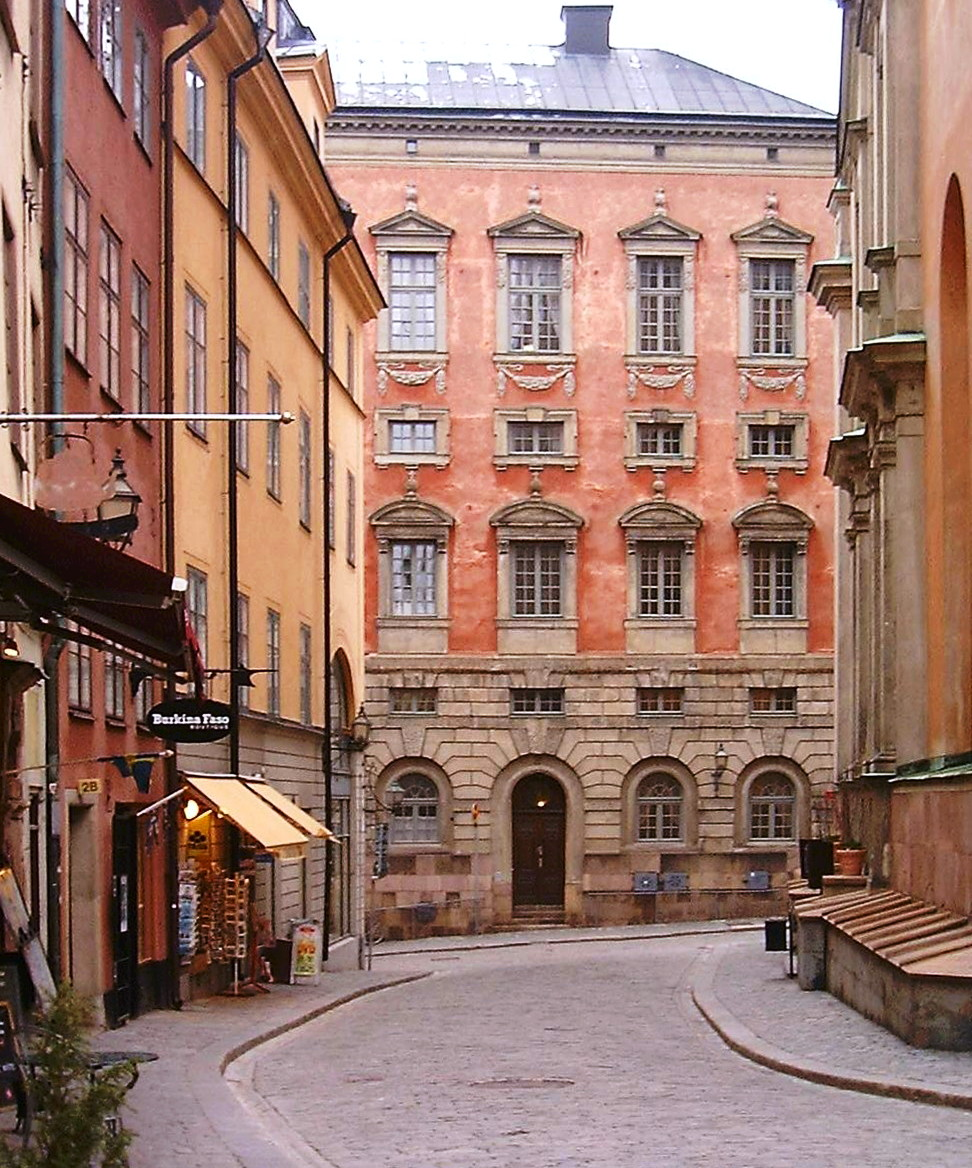
واحد من أوضح الأمثلة على طموح مشروعات تطوير ستوكهولم في حدود عام 1653

عملية إعادة تشكيل ستوكهولم بدأت بسبب حريق ضخم في عام 1625 والذي دمر الجزء الجنوبي الغربي من المدينة القديمة حاليا. وكنتيجة لذلك تم إنشاء شارعين كبيرين وهما ستورا نيجاتان وليلا نيجاتان وعلى طول الساحل الشرقي تم استبدال السور من العصور الوسطى بصف من الأماكن الراقية والتي تعرف باسم سكيبسبرون.
بالنسبة إلى الحواف التي تحيط بالمدينة، فقد تم اعتماد خطة جديدة من أجل شوارع جديدة. المشروع تم العمل عليه بجدية كبيرة لدرجة أنه في العديد من الأماكن في المدينة لم يعد هناك أثر للمباني والمنشئات من العصور الوسطى. إلا أن بعضهم ما زال موجودا كما هو والبعض الآخر ما زال موجودا ولكن بتعديلات طفيفة.
عدد السكان ارتفع من أقل من 10000 في أوائل القرن السابع عشر إلى أكثر من 50000 في حوالي عام 1670. دخل المدينة أيضا ارتفع من 18595 دالار في عام 1635 إلى حوالي 81480 دالار في عام 1644، حوالي 60 في المائة من ذلك تم إنفاقه على الأعمال الإنشائية.

## عصر الحرية (1718-1772)
بعد حرب الغضب العظيم ومعاهدة نيستاد في عام 1722، انتهي دور السويد كقوة أوروبية عظمي. والقرون التالية جلبت أيضا كوارث أخرى. الموت الأسود والمعاناة بسبب حرب الشمال العظيمة جعلت ستوكهولم عاصمة أمة منكمشة. اليأس الذي سيزداد أيضا عندما تفقد السويد فنلندا في عام 1809. على الرغم من ذلك فقد استعادت السويد القليل من الروح المعنوية مع الاتحاد مع النرويج في 1814 وأثناء الفترة 1750-1850 كانت السويد مدينة راكدة عدد ساكنها يتضاءل ومع انتشار البطالة، وكانت تتصف بسوء الصحة والفقر وإدمان الكحول. ومع ارتفاع معدل الوفيات ليصبح عدد الأرامل النساء يفوق عدد الرجال بنسبة ستة إلى واحد في عام 1850. كما اتصفت ستوكهولم بنقص شديد في عدد الأطفال بسبب انتشار الغير متزوجين وارتفاع معدل الوفيات.
أثناء القرن الثامن عشر ضربت المدينة العديد من الحرائق والتي دمرت أحياء بكاملها. تم تقليل ذلك باتباع إجراءات منع الحرائق عن طريق منع المباني الخشبية وتحسين ذلك في خطط المدينة في القرن السابع عشر.

## العهد الجوستافي

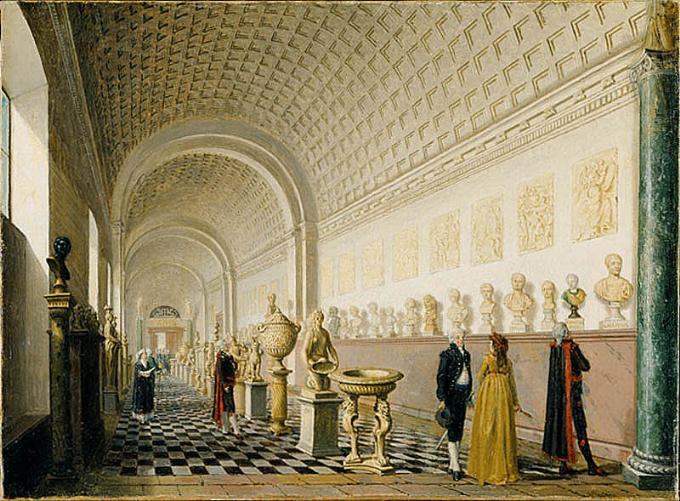
من داخل متحف جوستاف الثالث

أثناء عهد جوستاف الثالث استطاعت ستوكهولم أن تستعيد دورها كمركز سياسي للسويد كما تطورت ثقافيا.
كان الملك مهتما بشدة بتطوير المدينة. حيث أنشأ حي جوستاف أدولف كما قام ببناء الأوبرا الملكية هناك في عام 1782. وطبقا للنوايا الألصية لتيسين الأصغر بأن يكون حيا أثريا شمال القصر.
انتهت الفترة بخلع الملك جوستاف أدولف الرابع في انقلاب للجيش. خسارة فنلندا في نفس العام تعني أن ستوكهولم خسرت مكانتها كمركز جغرافي للمملكة السويدية.

## العصر الصناعي المبكر
بالنسبة إلى ستوكهولم فقد كانت بداية القرن التاسع عشر تعني مشارع أكبر والتي بدأها الجيش. المهندسون المعماريون الذين اشتهروا في هذه الفترة أمثال فريدريك بلوم وكارل كريستوفر كلاهما تم طلبهما للعمل في مشاريع الجيش. وبسبب الركود العام فقد كان معدل البناء هو عشرة مباني سكنية صغيرة في العام.
معظم الناس كانوا ما زالوا يعيشون في المدينة القديمة حاليا. مع نمو واضح في الساحل الشرقي. عدد السكان أيضا ازداد على الأطراف. إلا ان معظم الأطراف حول المدينة كانت عبارة عن أحياء فقيرة والتي كانت تتصف بالحياة الريفية بدون مياه أو خدمة للصرف ولذا فقد عانوا من الكوليرا.

## العصر الصناعي المتأخر
في النصف الثاني للقرن، استعادت ستوكهولم دورها الاقتصادي. حيث ظهرت صناعات جديدة، وتحولت ستوكهولم لمركز تجارة وخدمة بالغ الأهمية.

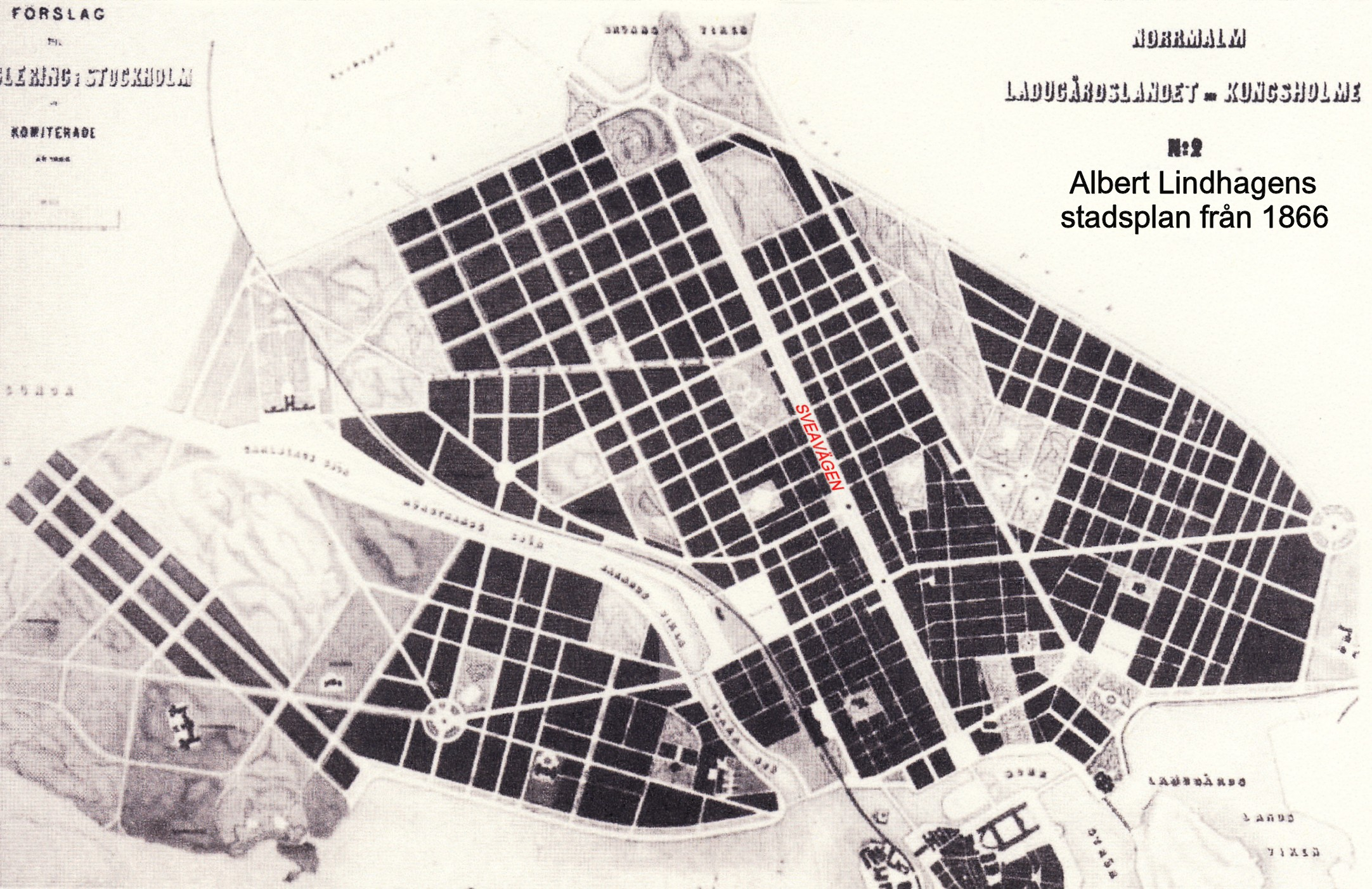
خطة المدينة في عام 1866

مع إدخال المحركات البخارية إلى ستوكهولم في عام 1806 فقد استغرقت حتى منتصف القرن التاسع عشر لتنطلق. مصنعان وهما لودفيجسبرج وبوليندر واللذان تم بناؤهما في عام 1840 ليتبعهما الكثير من المصانع الأخرى. والتطور الاقتصادي التالي لذلك أدى إلى حوالي 800 بناء جديد في فترة 20 عاما من 1850-1870.

## القرن العشرون
في أواخر القرن العشرين، أصبحت ستوكهولم مدينة حديثة وتكنولوجية. على مدار القرن انتقلت العديد من الصناعات من العمالة والآلات الثقيلة إلى التكنولوجيا.

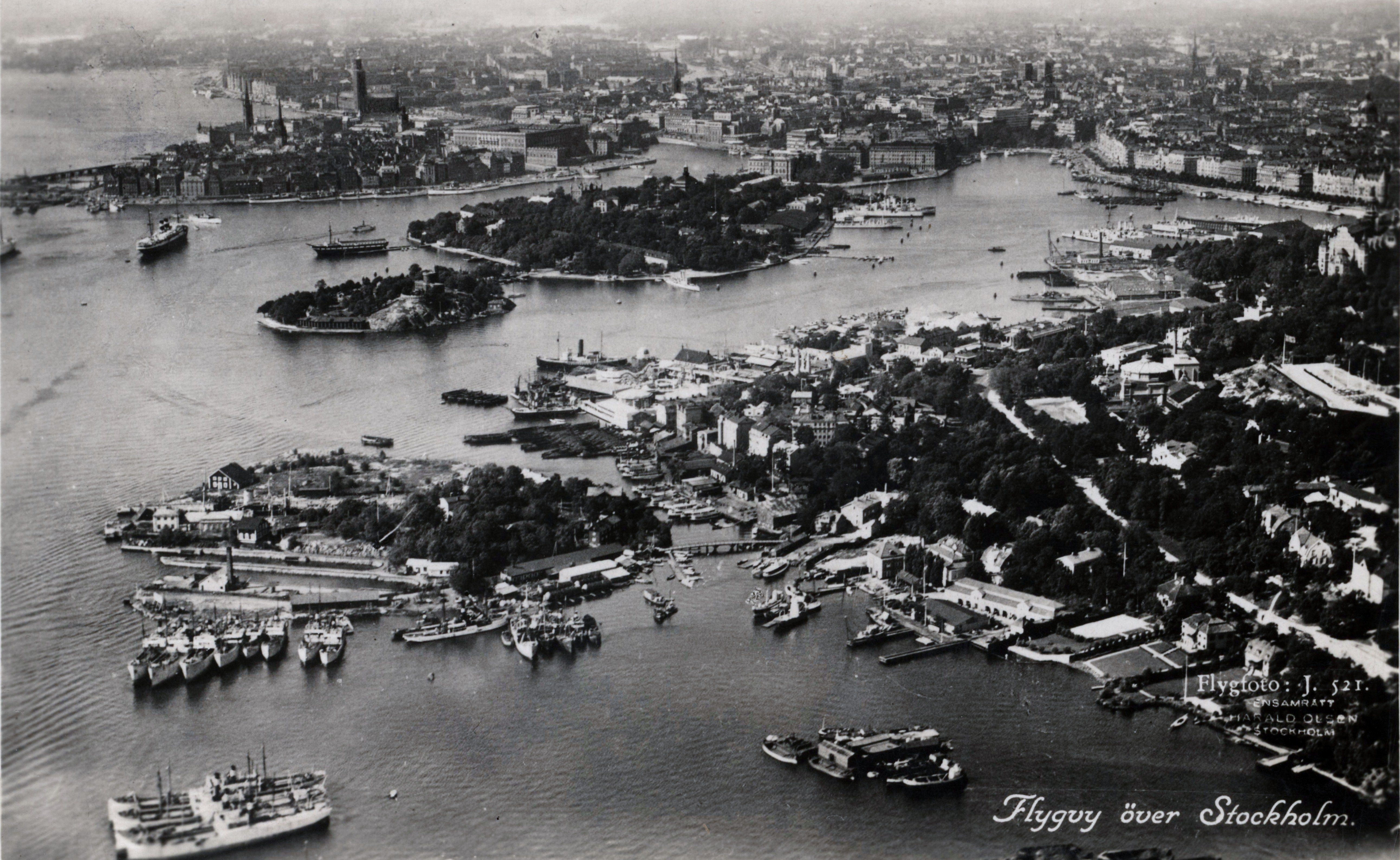
صورة هوائية لستوكهولم من عام 1935

استمرت المدينة في التمدد وتم إنشاء العديد من الأحياء الجديدة، بعضها كان به العديد من المهاجرين. بينما وسط المدينة مرت بموجة تحضر واسعة في فترة ما بعد الحرب العالمية الأولى. في عام 1923 انتقلت حكومة ستوكهولم إلى مبنى جديد، وفي عام 1967 أصبحت ستوكهولم جزءا من مقاطعة ستوكهولم.